# Stazione di Carbonia
La stazione di Carbonia era una stazione ferroviaria a servizio del comune di Carbonia, posta sulla dismessa ferrovia San Giovanni Suergiu-Iglesias.

## Storia
Dopo la scoperta in Sardegna di un ampio giacimento carbonifero nel comune di Serbariu, nella seconda metà degli anni trenta fu aperta l'omonima miniera e nello stesso periodo venne fondata la città di Carbonia (tra il 1937 ed il 1938), che assorbì il vecchio comune di Serbariu. La presenza della preesistente linea ferroviaria delle Ferrovie Meridionali Sarde per Iglesias e Palmas Suergiu (divenuta nel 1952 San Giovanni Suergiu) a pochi metri dai pozzi di Serbariu, rese naturale l'utilizzo di questo vettore soprattutto per il trasporto del carbone e delle maestranze dirette alla miniera. Pur avendo Serbariu avuto sin dall'apertura della rete FMS (1926) una propria stazione ferroviaria distante meno di un chilometro dall'area dove sarebbe poi sorta la miniera, fu costruito un nuovo scalo ferroviario al termine della via Roma della nascente città, proprio dinanzi alle strutture minerarie. La stazione fu quindi attivata ad inizio 1938, divenendo subito una delle più importanti della rete FMS per via delle quantità di traffico (soprattutto merci) generato. Da segnalare come il fabbricato viaggiatori dell'impianto nacque come edificio provvisorio, in attesa della realizzazione di quello definitivo circa 200 metri a sud ovest, che non venne mai realizzato.

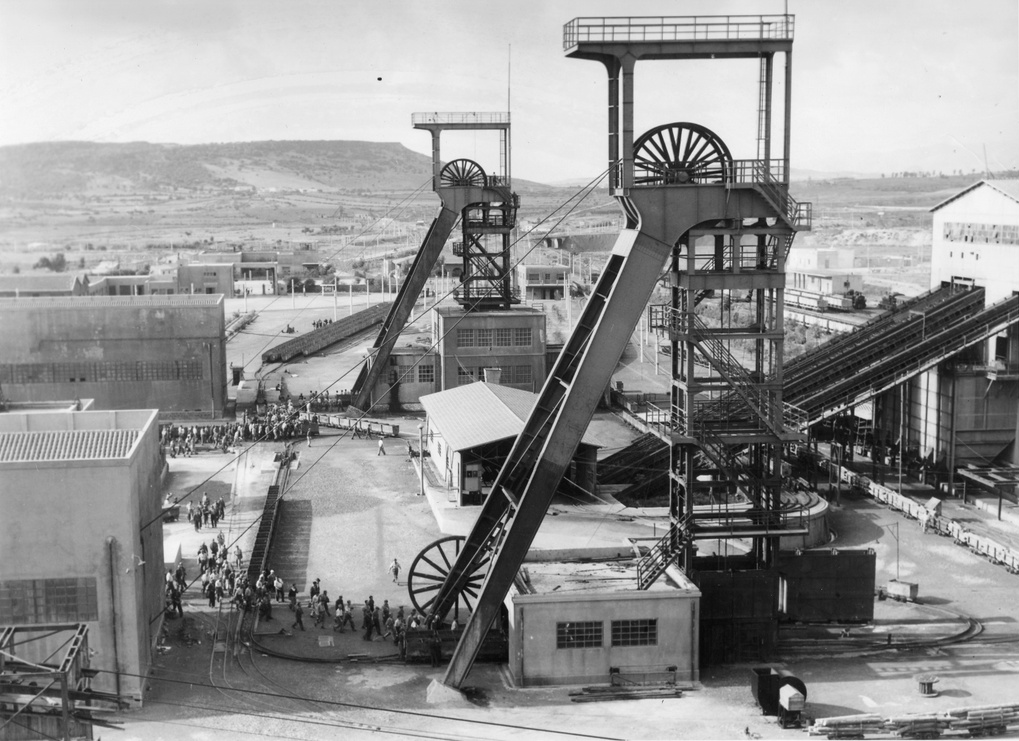
La miniera di Serbariu nel 1938, con la stazione sulla destra

La grande mole di carbone estratto e poi trasportato su rotaia verso il porto di Sant'Antioco ed altre infrastrutture del Sulcis, portò a fine decennio a raddoppiare il binario nel tronco tra la stazione di Carbonia e quella portuale di Sant'Antioco Ponti (sull'altra linea FMS Siliqua-Palmas Suergiu-Calasetta)
: l'esercizio a doppio binario fu attivo dal 1940, ed il fatto rese necessario l'adattamento del piano binari della stazione in base alla nuova situazione di esercizio in direzione sud.
Sui binari FMS, alcuni dei quali nell'area della stazione di Carbonia passavano proprio sotto la laveria della miniera di Serbariu, i treni carboniferi e passeggeri continuarono a funzionare a pieno regime anche nell'immediato dopoguerra, ma con la fine dell'autarchia e la possibilità di importare carboni con un minor tenore di zolfo da altre nazioni, e complice l'impiego sempre maggiore del petrolio come combustibile l'attività della miniera, e di riflesso delle FMS, subì un duro colpo. Oltre a ciò, nel 1956 Carbonia fu raggiunta da una nuova ferrovia, stavolta a scartamento ordinario, che da allora la collega con Villamassargia e il resto della rete delle Ferrovie dello Stato sarda. Tale apertura, oltre a portare via dalla stazione FMS di Carbonia merci e viaggiatori diretti verso le località sarde servite dalle FS (in precedenza era infatti necessario raggiungere la stazione FMS di Iglesias con i treni delle Meridionali Sarde e da lì la confinante stazione FS iglesiente), ebbe pesanti riflessi sul traffico merci, data la posa di un raccordo tra la nuova stazione di Carbonia Stato e la miniera di Serbariu per permettere l'inoltro verso Cagliari del carbone estratto in città. Tale raccordo, passante poche decine di metri a est dei binari della stazione FMS (che venivano scavalcati dal nastro trasportatore di una nuova tramoggia), aveva un binario che terminava nell'area della stazione FMS, per cui fu quindi possibile l'interscambio merci tra le due amministrazioni attive a Carbonia, cosa invece non possibile per i passeggeri data la distanza tra i fabbricati viaggiatori di Carbonia e Carbonia Stato.
Negli anni sessanta, in cui terminò l'attività estrattiva nella miniera di Serbariu, fu ripristinato l'esercizio a binario singolo tra Carbonia e Sant'Antioco Ponti. Pur essendosi ridotta drasticamente l'attività ferroviaria nello scalo (e lungo la ferrovia), in questi anni la stazione fu comunque oggetto di un buon movimento passeggeri, soprattutto scolastico, diretto nelle località del circondario carboniense.
La chiusura della tratta tra le stazioni di Monteponi e Iglesias nel 1969 a causa del crollo di una galleria, isolò dal resto della linea le officine FMS, situate a Iglesias. Per inoltrare il materiale rotabile che necessitava di riparazioni più importanti a questi impianti fu fondamentale il ruolo della stazione di Carbonia, rimasta l'unico scalo ove era possibile l'interscambio tra la rete FMS e la rete FS dopo l'isolamento dalla rete delle stazioni FMS di Iglesias e Siliqua. I rotabili delle FMS venivano in questi casi inviati a Carbonia per essere caricati su carri FS sul raccordo a scartamento ordinario della stazione, da dove venivano in seguito trasferiti a Iglesias FS (via Villamassargia) e da qui alla stazione FMS di Iglesias e alle officine sociali. Effettuate le riparazioni i mezzi venivano riportati a Carbonia per la reintroduzione nella rete FMS superstite eseguendo i trasbordi in ordine inverso. All'opposto, come in altre reti ferroviarie a scartamento ridotto della Sardegna in quegli anni furono utilizzati dei sottocarrelli per l'instradamento dei carri merci FS (a scartamento da 1435 mm) sulla rete FMS (scartamento 950 mm), operazione che veniva effettuata anche nella stazione di Carbonia, dotata di un binario a doppio scartamento per l'occasione.

La stazione nel 1973, poco più di un anno prima della sua dismissione

Si arrivò infine al 1974, anno in cui le voci di una possibile chiusura della rete delle Ferrovie Meridionali Sarde divennero realtà: il 1º settembre di quell'anno cessò l'esercizio sulle due linee della società, e con esse terminò l'attività ferroviaria nella stazione FMS di Carbonia, che fu chiusa al pubblico. Le strutture della stazione furono riutilizzate per l'attività di trasporto passeggeri su gomma della concessionaria ormai ex ferroviaria, e nell'area in precedenza occupata dallo scalo merci della stazione fu realizzato negli anni ottanta un nuovo deposito autobus, passato nel 2008 all'ARST (che in quell'anno assorbì le FMS). Il fabbricato viaggiatori invece divenne sede del dopolavoro sociale.

## Strutture e impianti

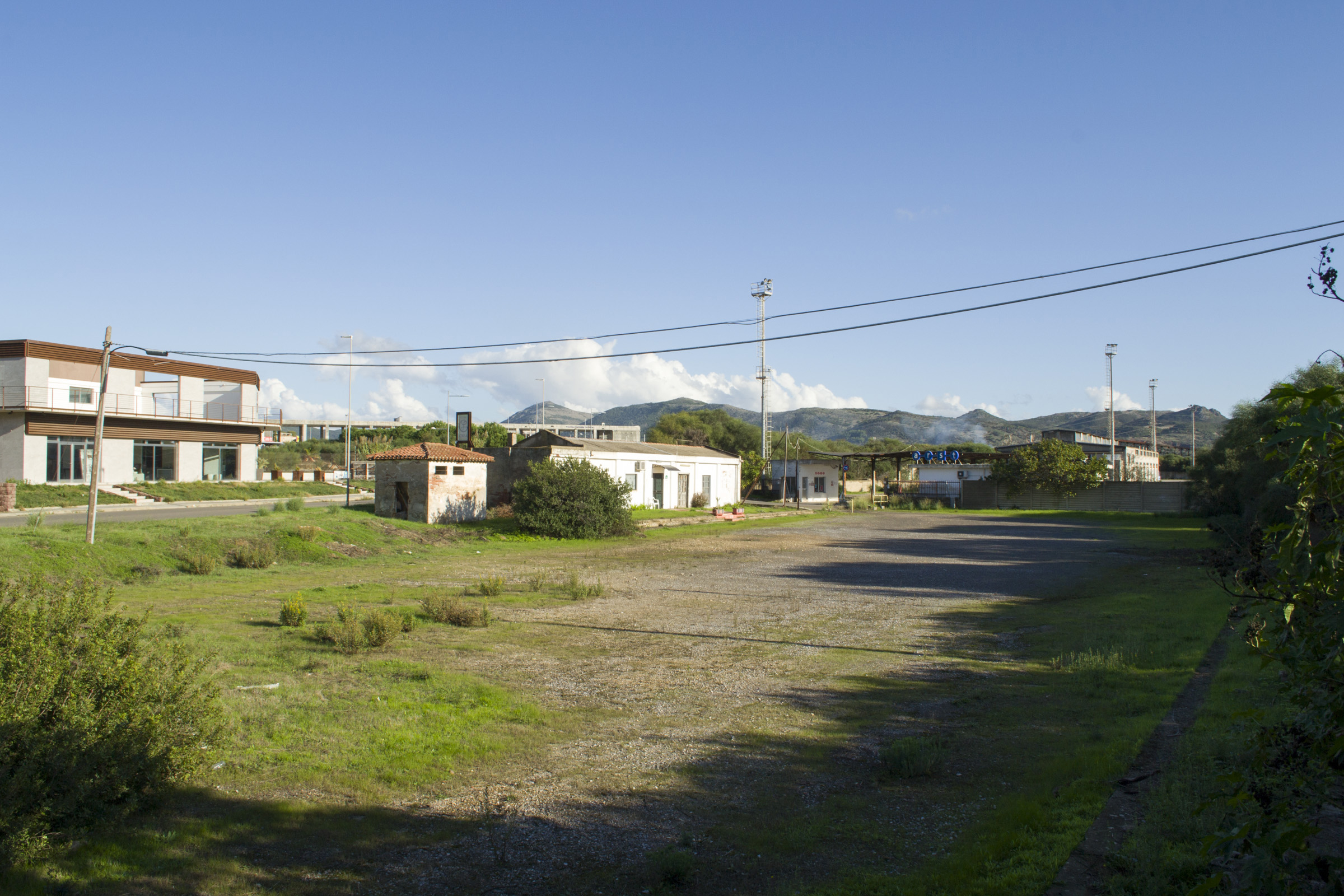
L'ex piazzale binari e gli edifici della stazione nel 2021, con sullo sfondo la stazione di Carbonia Serbariu e il deposito autobus aziendale (destra), dal 2008 di proprietà dell'ARST

L'area della stazione occupata in origine dai binari è stata privata delle rotaie e della massicciata tra la fine degli anni settanta e l'inizio degli ottanta, per permettere tra le altre cose la costruzione di un deposito autobus delle FMS.
Durante gli anni di attività ferroviaria vi furono varie configurazioni del piano binari della stazione, binari che si estendevano anche all'interno della miniera di Serbariu: nei primi anni cinquanta con lo scalo ancora piuttosto attivo dinanzi al fabbricato viaggiatori erano presenti tre binari utilizzabili per il servizio passeggeri (di cui due di corsa provenienti da San Giovanni Suergiu, uno dei quali si innestava nell'altro in direzione Iglesias nel tratto di linea a binario singolo), più altri due in posizione più defilata che andavano nell'area della miniera: questa era servita da ulteriori 5 binari, di cui 2 tronchi passanti sotto le tramogge di carico del carbone direttamente dalla laveria della miniera e uno, il più periferico, dotato di un piano caricatore a uso dell'Azienda Carboni Italiani. In uno dei binari di carico del carbone si innestava inoltre un breve raccordo verso il magazzino e la centrale elettrica della miniera. Un ulteriore binario si diramava infine da uno dei binari di corsa per finire dinanzi al magazzino merci e all'area destinata ad ospitare il mai realizzato fabbricato viaggiatori definitivo dell'impianto. L'inversione di marcia dei rotabili era garantita da un triangolo di regresso accessibile dal binario di corsa sinistro in direzione San Giovanni Suergiu.
L'apertura della ferrovia Villamassargia-Carbonia e della stazione di Carbonia Stato, dotata di un terminal merci situato ad un centinaio di metri dagli edifici della stazione FMS, portò alla creazione di un'area di interscambio tra le due amministrazioni, situata a est del magazzino merci FMS, al lato opposto rispetto al piazzale binari principale. Un binario a scartamento ridotto si staccava da quello attiguo allo scalo merci FMS andando verso est, dove convergeva un binario FS diramatosi dal raccordo verso la tramoggia di carico per i treni a scartamento ordinario della miniera. Negli anni sessanta per l'impiego dei sottocarrelli per l'inoltro dei carri FS nella rete FMS i due raccordi si congiungevano in un binario a doppio scartamento (su livelli sfalsati). Con il ritorno all'esercizio a binario singolo della linea verso Sant'Antioco Ponti e la chiusura della miniera di Serbariu il numero di binari in uso nella stazione negli ultimi anni di attività si ridusse notevolmente, mantenendone basilarmente due attivi per il servizio viaggiatori oltre che verso il magazzino merci e l'area di scambio con le FS.
Per quanto concerne la gestione del movimento in stazione, tale mansione era di competenza del locale Dirigente Movimento.
Il fabbricato viaggiatori della stazione, essendo nato come edificio provvisorio, fu realizzato in muratura con uno stile completamente diverso rispetto a quelli delle stazioni preesistenti: si tratta di una costruzione su un singolo piano di forma rettangolare allungata, in cui furono ospitati la maggior parte dei servizi all'utenza e i locali per la gestione dell'attività ferroviaria. A nord di questo fabbricato fu realizzato il piccolo edificio dei servizi igienici, mentre a sud trovava posto in una costruzione separata il magazzino merci della stazione, demolito dopo la chiusura.

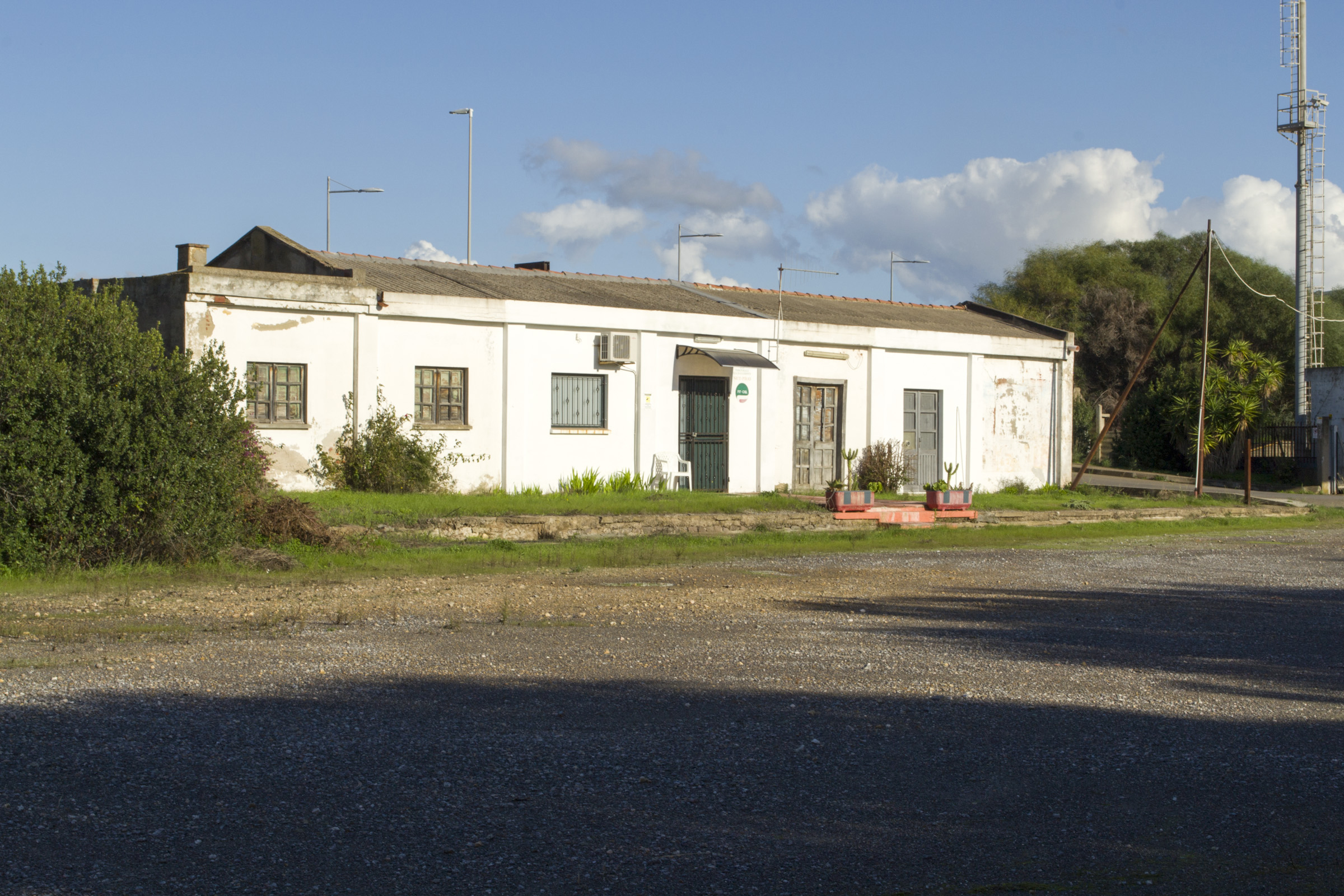
Il fabbricato viaggiatori dell'impianto nel 2021

Lo scalo merci dell'impianto si trovava proprio dinanzi a quest'ultimo edificio ed al relativo piano caricatore, e sfruttava i binari più a est della stazione, oltre al binario di interscambio con lo scartamento ordinario, utilizzato per l'intermodalità merci con le Ferrovie dello Stato. Ma a livello merci la stazione fu soprattutto importante per il trasporto del carbone estratto nell'antistante miniera di Serbariu, che venendo caricato dalla laveria della miniera direttamente su appositi carri ferroviari delle FMS (instradati nel fascio binari più a ovest della stazione) veniva infine inviato nelle località di destinazione, in particolare verso San Giovanni Suergiu, Santa Caterina (sede di una centrale elettrica) e verso il porto di Sant'Antioco.

## Movimento
La stazione fu chiusa al servizio ferroviario il 1º settembre 1974, in precedenza era servita dai treni regionali delle FMS.

## Servizi
Durante l'attività ferroviaria la stazione fu dotata dei seguenti servizi agli utenti:
- Biglietteria a sportello
- Sala d'attesa
- Servizi igienici